# Bibi Khanoum
 (juillet 2022).
Si vous disposez d'ouvrages ou d'articles de référence ou si vous connaissez des sites web de qualité traitant du thème abordé ici, merci de compléter l'article en donnant les références utiles à sa vérifiabilité et en les liant à la section « Notes et références ».

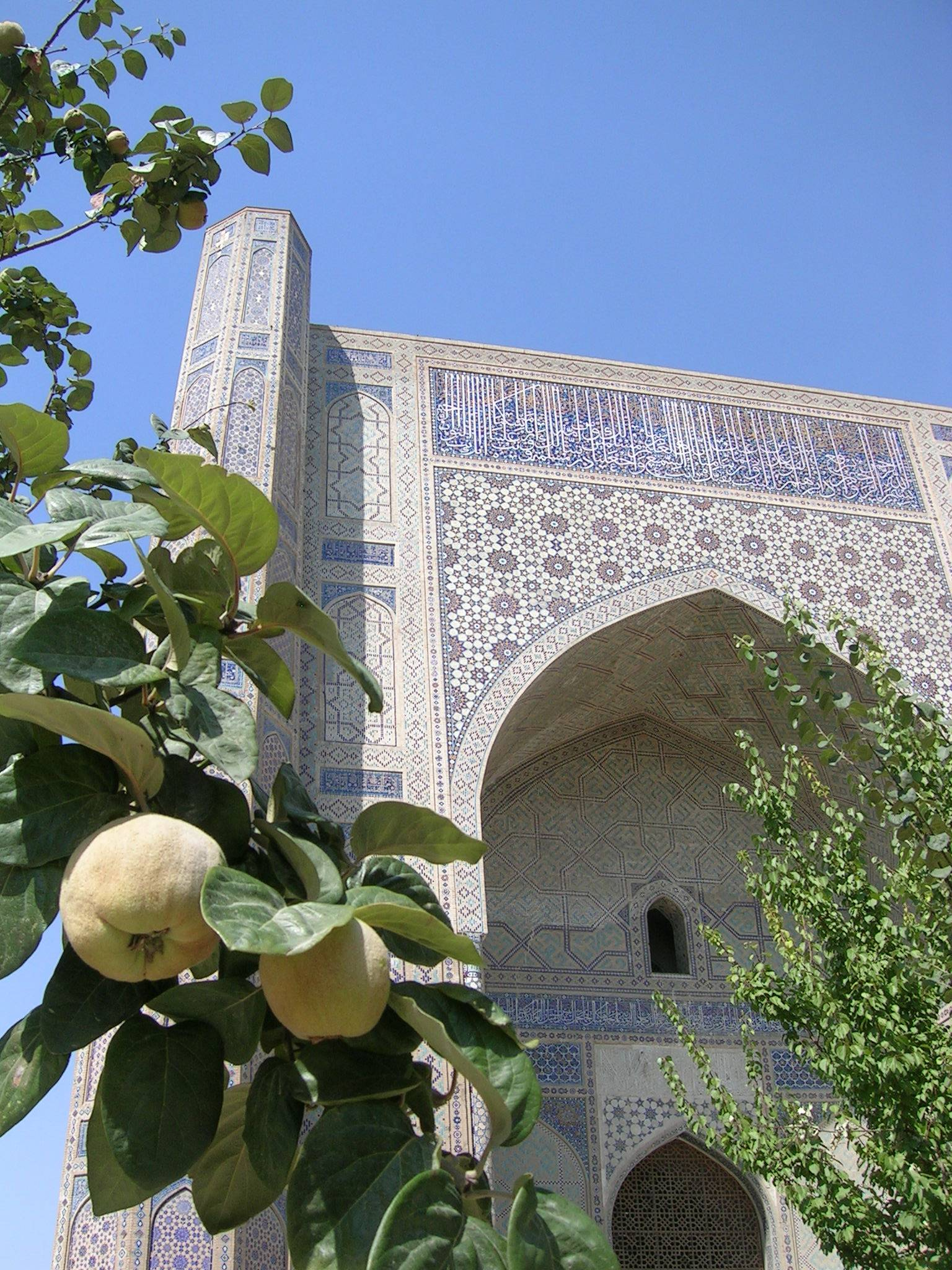
Vue du portail de la mosquée Bibi Khanoum à Samarkand

Bibi Khanoum ou Bibi Khanym (« princesse aînée » en turco-persan), de son vrai nom Saray Mulk Khanum, est une princesse mongole, fille du khan djaghataïde Qazan ("chaudron" en turc), qui devint l'épouse de Tamerlan.
Celui-ci était entré jeune homme au service de l'émir Qazghan, ministre de Qazan et maître effectif de la Transoxiane. Il avait épousé sa petite-fille Aldjaï, morte avant 1370. Son beau-frère et allié Mir Husayn, frère d'Aldjaï, avait épousé Saray Mulk Khanum, la fille du khan.
Après la mort en 1370 de Mir Husayn, qu'il fit peut-être assassiner, Tamerlan épousa sa veuve, acquérant ainsi le titre convoité de güregen ou gendre impérial. Le titre de Bibi Khanoum que prit son épouse ne se réfère pas à son âge mais à son rang supérieur.
Ils ne semblent pas avoir eu d'enfants et vécurent en bonne intelligence. Bibi Khanoum éleva, selon la coutume des premiers Timourides, son beau-petit-fils Oulough Beg, le futur prince-astronome de Samarcande né en 1394, jusqu'à la mort de Tamerlan en 1405.

## Monuments
Bibi Khanum a également laissé son nom à deux monuments ou ensembles monumentaux de Samarcande, en vis-à-vis : la mosquée du Vendredi de Tamerlan (masjid-i jami') dite Bibi Khanum et l'ensemble mausolée et madreseh dit de Saray Mulk Khanum (cette distinction des noms de la même personne est d'autre pratique).
La mosquée fut érigée à partir de 1398 par Tamerlan au retour de sa campagne des Indes, où il avait saccagé Delhi. Là, il avait vu la mosquée Tughluq du XIIe siècle et s'en était inspiré pour ériger sa grande mosquée de Samarcande. L'inspiration indienne est d'autant plus marquée que la mosquée est dite en pierre d'après Babur. En réalité, seuls quelques éléments et les colonnes sont en marbre, mais c'est à l'époque une grande innovation puisque la majorité des bâtiments en Asie centrale sont en brique, crue ou cuite. La mosquée fut achevée en 1405, même si elle connut vite des dégâts dus à la mauvaise répartition des charges et aux tremblements de terre fréquents dans la région.
De nombreuses légendes courent autour de l'architecte de la mosquée et de Bibi Khanoum. On raconte que l'architecte est éperdument amoureux de la première épouse de Tamerlan mais qu'elle refuse ses avances. Pour obtenir un baiser, il retarde donc volontairement les travaux. Ce faisant, elle accepte finalement mais pose entre eux deux sa main ou un voile (ce serait depuis lors que les femmes portent le voile à Samarcande). Tamerlan de retour le découvre et condamne l'architecte. En vérité, il semble que Tamerlan ait condamné l'architecte pour abus ou mauvais travail (à son goût).
L'autre monument est l'ensemble mausolée et madreseh dont il ne reste que le mausolée. C'est à l'intérieur que se trouve la tombe de Bibi Khanoum. Il daterait de 1397.